# Stadion Miejski w Vaslui
Stadion Miejski (rum. Stadionul Municipal) – wielofunkcyjny stadion w Vaslui, w Rumunii. Obiekt może pomieścić 9240 widzów. Swoje spotkania rozgrywają na nim piłkarze klubu FC Vaslui.